# Union Station (Portland)

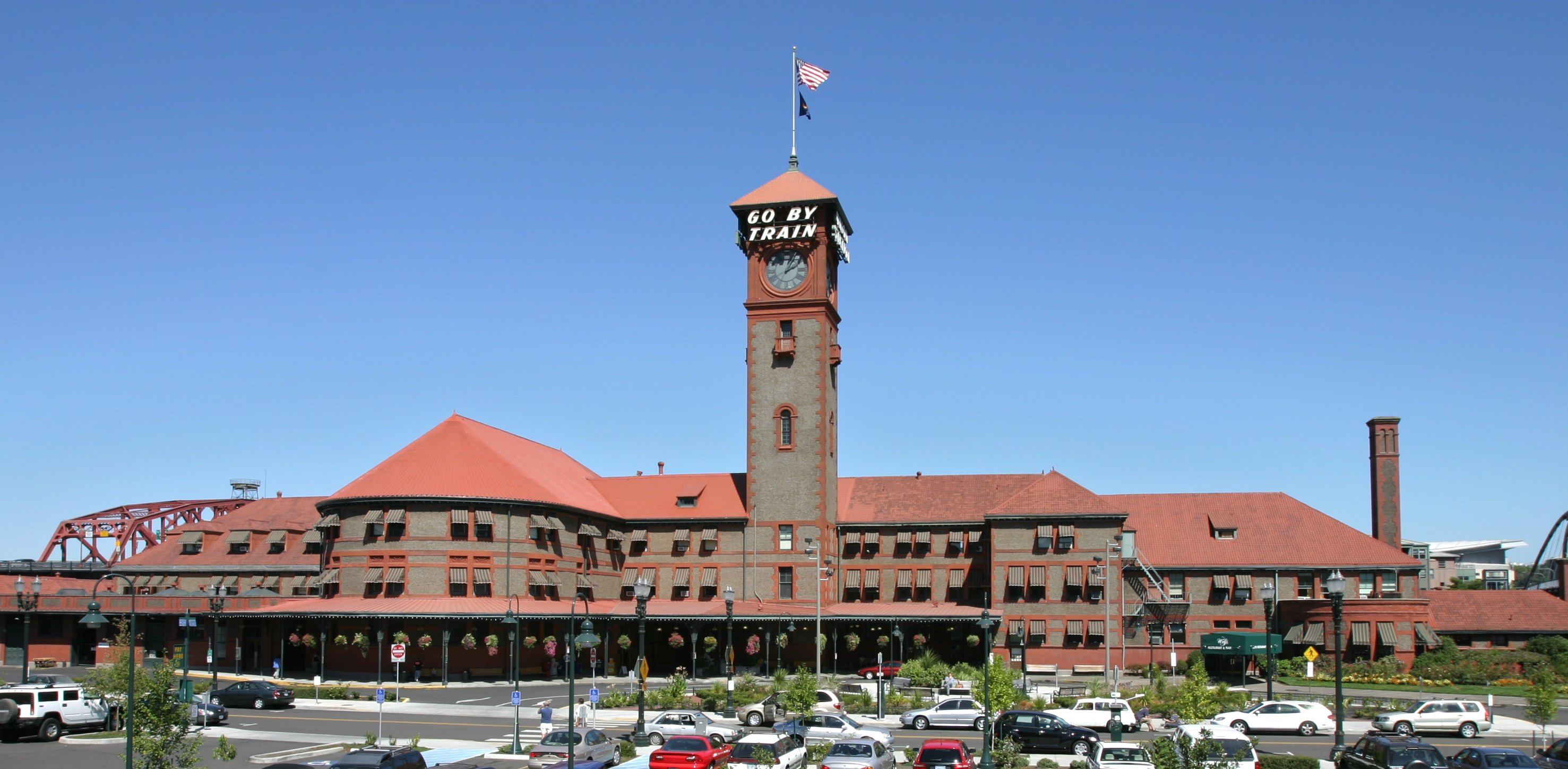
Union Station

Union Station in Portland is een belangrijk spoorwegstation in de grootste stad van de Amerikaanse staat Oregon. Het ligt in het oude stadscentrum op de westelijke oever van de Willamette River.
Union Station is een station op drie Amtrak-lijnen: de Cascades-lijn tussen Vancouver (Brits-Columbia) en Eugene (Oregon); de Coast Starlight tussen Seattle (Washington) en Los Angeles (Californië); en de Empire Builder uit Chicago, waarvan het de westelijke terminus is. Union Station is verder een halte op twee van de MAX Light Rail-lijnen, alsook een stopplaats voor verschillende busdiensten.
Het gebouw werd in 1896 voltooid. Union Station is een opvallend gebouw met een 46 meter hoge, neoromaanse klokkentoren. In 1948 werden er neonletters op aangebracht met de boodschappen "Union Station" en "Go by Train". In 1975 werd het station of het National Register of Historic Places geplaatst.